# 预期释义
在逻辑中，给定某个形式语言 L，可以有意图应用于 L 的原始符号的某个特权子集的一个释义。例如，一阶逻辑的一阶语言 L，它包含意图指示真值函数合取、析取、实质蕴涵、否定，全称量化运算，和某些其他(较少的)运算的符号。在皮亚诺算术的语言中，谓词符号 '<' 意图指示二元关系“严格小于”，而 '+' 意图指示(自然数上)二元运算(或函数)加法。在集合论比如 ZFC 中有一个谓词符号意图指示集合论成员关系。